# ملک‌آباد (نازیل)
ملک‌آباد روستایی در دهستان نازیل بخش نوک آباد شهرستان تفتان استان سیستان و بلوچستان ایران است.

## جمعیت
بر پایه سرشماری عمومی نفوس و مسکن در سال ۱۳۹۵ جمعیت این مکان ۴۴۰ نفر (۱۴۹خانوار) بوده‌است.